# Александр Леопольд Австрійський
Александр Леопольд Габсбург-Лотаринзький (нім. Alexander Leopold Johann Joseph; 14 серпня 1772, Флоренція — 12 липня 1795, Лаксенбург, Австрія) — ерцгерцог Австрійський, палатин Угорщини з 1790 по 1795 рр.

## Біографія
Народився 14 серпня 1772 в сім'ї імператора Леопольда II (1747–1792), який носив тоді титул великого герцога Тосканського, і його дружини Марії Людовики (1745–1792), уродженої принцеси Іспанської. По батькові — онук імператриці Марії Терезії, по лінії матері — онук короля Іспанії Карла III.
Після смерті старшого брата, імператора Йосифа II, Леопольд II успадкував імператорський престол. Одним з головних завдань його правління стало зниження напруги в Угорщині. Імператор був змушений зробити ряд поступок: скасувати податкову реформу, знищити кадастри, повернути латині статус офіційної мови. Корона святого Стефана була урочисто повернута до Угорщини. Своєю чергою, угорський сейм обрав новим Палатином (намісником) одного з синів імператора. Вибір припав на вісімнадцятирічного Александра Леопольда.
Загинув 12 липня 1795 не доживши місяць до 23-х років під час запуску феєрверку в Лаксенбурзькому замку на честь дружини його старшого брата імператора Франца II — імператриці Марії Терези (1772–1807).
Не був одружений і не мав потомків. Титул «Палатина» успадкував його молодший брат — ерцгерцог Йосиф.